# Larga duración (historiografía)
La larga duración (del francés longue durée) es la expresión con que se designa un nivel del tiempo histórico correspondiente a las estructuras cuya estabilidad es muy grande en el tiempo (marcos geográficos, realidades biológicas, límites de productividad, incluso algunos fenómenos ideológicos), para diferenciarlo del nivel de tiempo de la coyuntura, en que el cambio es perceptible (series económicas, procesos de cambio, fenómenos de transformación profunda que han sido denominados historiográficamente revoluciones, como la Revolución industrial o la Revolución burguesa), y sobre todo de la corta duración o hechos de la historia evenemencial o de los acontecimientos.
La acuñación de esta expresión se debe al historiador francés Fernand Braudel — en particular en su clásico estudio El Mediterráneo y el mundo mediterráneo en la época de Felipe II (1949)— y a la corriente historiográfica de la Escuela de los Annales.